# Johann Joseph Fux
Johann Joseph Fux (Hirtenfeld, 1660 – Vienna, 13 febbraio 1741) è stato un compositore e teorico della musica austriaco.

## Biografia
Johann Joseph Fux o più verosimilmente Fuchs, compositore e teorico della musica, nacque nell'alta Stiria nel 1660 e fu maestro di cappella della corte di Vienna per circa quarant'anni, sotto il regno degli imperatori Leopoldo I, Giuseppe I e Carlo VI che erano molto istruiti nella musica.
Diabacz dice che ricevette la sua educazione in Boemia, e che accrebbe le sue conoscenze visitando le migliori cappelle musicali in Germania, Francia e Italia. Queste scarne notizie sono pressappoco tutto ciò che si possiede su questo musicista. Si ignora in quale anno fissò dimora a Vienna, ma si sa che nel 1695 era già al servizio della corte imperiale. I tre imperatori di cui fu maestro di cappella, gli testimoniarono sempre grande stima. Suo allievo fu il musicista napoletano Angelo Ragazzi.
Le prime opere di Fux furono delle composizioni religiose rimaste in manoscritto, particolarmente delle messe a tre e quattro voci con organo od orchestra. Il suo servizio alla corte imperiale l'obbligava anche a scrivere dei pezzi di musica strumentale; ne pubblicò una raccolta a Norimberga nel 1701, sotto il titolo Concentus musico-instrumentalis in septem partitas divisus.
Quest'opera è dedicata all'imperatore Giuseppe I. Dopo questa pubblicazione, scrisse la musica per il dramma La clemenza di Augusto nel 1702 per ordine dell'imperatrice Eleonora, in occasione della festa patronale dell'imperatore Leopoldo I. Nello stesso anno, compose, per ordine di Giuseppe I, l'opera semiseria Offendere per amore, ovvero la Telesilla che fu rappresentata per festeggiare il compleanno della regina Maria Guglielmina.
Fux scrisse nel 1710, per Giuseppe I, La decima fatica di Ercole, ovvero la sconfitta di Gerione in Spagna, dramma storico-pastorale che fu rappresentato per il compleanno di Carlo III re di Spagna e, nel 1714 per l'arciduchessa zia di Carlo VI, l'opera intitolata Elisa. L'imperatore fu così soddisfatto di questo spettacolo che per dare al suo maestro di cappella una testimonianza significativa della stima, volle egli stesso fare da accompagnatore al cembalo durante la terza rappresentazione. E fu allora che Fux, seduto vicino all'imperatore, intento a girargli le pagine dello spartito, esclamò, vedendo l'arte del monarca nell'accompagnamento: "che peccato che vostra maestà non sia un maestro di cappella!" "poco male, signor maestro" rispose l'imperatore ridendo, "mi trovo bene come se lo fossi".

La partitura de L'Elisa fu in stampa ad Amsterdam nel 1715, per i tipi di Michel Charles Le Cène e gli esemplari, tirati in piccolo numero, sopra carta di prima scelta, furono venduti al prezzo di trenta fiorini olandesi. La stessa opera fu ristampata nel 1719 e 1729.
L'anno 1723 fu uno dei più gloriosi nella vita di Fux. Per l'incoronazione di Carlo VI come re di Boemia, che doveva farsi a Praga, fu incaricato di scrivere la grande opera Costanza e fortezza. Tutti i cantanti e i musicisti della cappella imperiale furono inviati nella capitale della Boemia e si unirono ai principali artisti di questa città e a molti altri fatti venire dall'Italia e dalla Germania.

Fux era afflitto dalla gotta e l'imperatore lo fece trasportare a Praga in lettiga perché potesse assistere alla rappresentazione della sua opera. Il coro era formato da cento cantanti e duecento musicisti componevano l'orchestra; il maestro italiano Caldara dirigeva l'esecuzione. Burney che avrebbe visto la partitura di Costanza e Fortezza, dice che i cori di quest'opera sono nello stile francese dell'epoca in cui furono scritti. Le arie di balletto non erano però di Fux. Il libretto stampato a Vienna ci informa di questa circostanza:
Costanza e Fortezza: festa teatrale per musica da rappresentarsi nel castello di Praga, per il felicissimo giorno della sua Ces. et Cat. reale maestà di Elisabeta Christina, imperatrice regnante, per comando della S. C. et C. reale maestà di Carlo VI, imper. dei romani sempre augusto, l'anno 1723. La poesia è del signor Pietro Paccati, poeta di S.M. Ces. La musica è del signor Gio. Gioseffo Fux, maestro di cappella di S.M. Ces. con le arie per i balli del sig. Nicolò Matthei, direttore della musica istrumentale di S. M. Ces.
Una nuova testimonianza di stima fu data dall'imperatore al suo maestro di cappella nel 1725, quando il re volle farsi carico delle spese per la stampa del grande trattato di composizione al quale aveva dedicato tanti anni e che pubblicò sotto il titolo Gradus ad Parnassum, sive manuductio ad compositionem musicae regularem etc...
Quest'opera, divenuta classica, è oggi la sola produzione di Fux universalmente nota nel mondo musicale.

L'ultima fatica del vecchio maestro, fu l'opera Enea negli Elisi scritta a Vienna nel 1731. Era allora settantunenne e pieno di acciacchi. Morì a Vienna, il tredici febbraio 1741, all'età di ottantuno anni.

La scoperta di questa data certa è dovuta alle ricerche del sapiente e preciso Anton Schmid, che la fece conoscere nel suo interessante libro sulla vita e le opere di Gluck.
L'assenza di notizie più complete sulla carriera di Fux non è da imputare ad altri che a lui stesso, perché Mattheson insistette due volte presso di lui per ottenere le informazioni biografiche necessarie per l'articolo a lui dedicato nel libro dal titolo: Grundlage einer Ehrenpforte

È vero che il critico di Amburgo aveva urtato la sua suscettibilità, attaccando nel secondo volume della sua Nuova orchestra, i principi dell'antica solmisazione che erano quelli che Fux insegnava ancora, seguendo la dottrina delle scuole d'Italia, ma la cosa più singolare è che Mattheson dedicò questo volume proprio a lui, la qual cosa poteva apparire come un insulto. Fux ringraziò comunque Mattheson, ma la sua risposta lascia trapelare un certo orgoglio nei riguardi della richiesta fattagli di notizie sulla sua vita:
"Io potrei senza dubbio (dice lui) scrivere cose per portare vantaggio alla mia persona, e dire come mi sono elevato nelle mie diverse funzioni, se non andasse contro la modestia far da sé il proprio elogio"

## Considerazioni sull'artista
Fux possedeva le buone tradizioni delle scuole italiane nell'arte di scrivere, la sua armonia è pura, la sua modulazione naturale, sebbene non priva di cadenze inattese, il suo stile fugato è elegante e vivo, le voci sono ben piazzate, cantano in una maniera facile e spesso le loro entrate danno un effetto felice e ficcante e non avrebbe meritato la reputazione di musicista pedante che ha per lungo tempo avuto.

## Opere
- musica sacra
- drammi per musica e feste teatrali
- musica strumentale
- suo trattato di contrappunto e fuga

### Musica sacra
- Missa, Kyrie cum Gloria, Credo, Sanctus et Agnus a quattro voci ed organo
- Missa canonica, Kyrie cum Gloria, Credo, Sanctus et Agnus a quattro voci ed organo
- Missa Beatissimae Virginis Immaculatae conceptionis, Kyrie cum Gloria, Credo, Sanctus et Agnus a quattro voci, due violini, alto, due oboi, coro, tre tromboni e organo
- Missa pro solemn. fest. Kyrie cum Gloria, Credo, Sanctus et Agnus a quattro voci, due violini, due oboi, coro, tre tromboni e organo
- Missa canonica, Kyrie cum Gloria, Credo, Sanctus et Agnus a quattro voci ed organo
- Missa brevis, Kyrie cum Gloria, Credo, Sanctus et Agnus a quattro voci, due violini, alto, due oboi, due trombe, timpani e organo
- Missa pro defunctis a quattro voci e strumenti (1697)
- Requiem a cinque voci e strumenti, composto per i funerali dell'imperatrice Eleonora, moglie di Leopoldo I.
- Mottetto Ad te, Dominem, levavi animam meam a quattro voci ed organo (questo brano si trova in partitura nel capitolo stile a cappella del gradus ad Parnassum)
- Mottetto Ave Maria, gratia plena a quattro con strumenti
- Mottetto de Ascensione Domini a tre e a quattro (6 maggio 1729)
- Mottetto de Martyre a tre voci
- Mottetto per i Santi Innocenti Isti qui amicti sunt per tenore e strumenti
- Salmo II confitebor tibi, Domine a quattro voci, due violini, due oboi, due viole, violoncello e organo.

Tutte queste opere esistevano nell'antico assortimento di musica manoscritta di Breitkopf & Härtel a Lipsia, mentre nel catalogo della grande vendita fatta pubblicamente nel mese di giugno 1836, non restava che una messa in sol minore
- Missa in contrappunto nel terzo tono
- Libera me, Domine
- Salve Regina

queste ultime tre sono indicate nel catalogo del mercante di musica Traeg, pubblicato a Vienna nel 1804. Inoltre:
- Missa col titolo d'alternazione a quattro voci ed organo (questa messa è citata da Fux nel gradus ad Parnassum)
- Missa de vicissitudinis quatuor vocum et organo (il Kyrie di questa messa figura nella stessa opera)
- Missa in fletu solatium quatuor vocum et organo
- Missa credo in unum Deo quatuor vocum et organo
- Missa Constantiae a quattro voci, due violini, viole, tre tromboni ed organo
- Ave Maria a quattro voci, senz'organo
- Santa Dimpna infanta d'Irlanda (oratorio, 1702)
- La fede sacrilega nella morte di san Giovanni Battista (oratorio, 1714)
- Gesù Cristo negato da Pietro (oratorio, 1719)
- La cena del Signore (oratorio, 1720)
- Il fonte della Salute aperto dalla Grazia (oratorio, 1721)
- Cristo nell'orto (componimento sacro per musica, 1723)
- La Deposizione dalla Croce di Gesù Cristo (oratorio, 1728)

### Drammi per musica e Feste teatrali
- La clemenza di Augusto (Vienna, 1702)
- Offendere per amare, ovvero Telesilla (Vienna, 1702)
- Pulcheria (Vienna, 1708)
- Iulo Ascanio re d'Alba (Vienna, 1708)
- Gli ossequi della Notte (Palazzo della Favorita, 1709)
- La decima fatica di Ercole, ovvero La sconfitta di Gerione in Spagna (Vienna, 1710)
- Dafne in lauro (Vienna, 1714)
- Orfeo ed Euridice (Vienna, 1715)
- Angelica vincitrice di Alcina (Vienna, 1716)
- Costantino (Vienna, 1716)
- Elisa (Vienna, 1719)
- Psiche (1719)
- Le nozze d'Aurora (Vienna, 1722)
- Costanza e fortezza (Praga, 1723)
- Giunone placata (Vienna, 1725)
- La corona d'Arianna (1726)
- Enea negli Elisi ovvero Il Tempio dell'Eternità (Vienna, 1731)

### Musica strumentale
- Concentus musico-instrumentalis in septem partitas divisus op. 1 (Norimberga, 1701)
- Sei ouverture per due violini, viola, basso, due oboi e un contrabbasso
- Trii per due violini e basso

Mattheson fa un pomposo elogio di quest'opera, nel volume primo della sua Critica musica dicendo che Fux è incomparabile.

### Il trattato di contrappunto e fuga (Gradus ad Parnassum)
Gradus ad Parnassum, sive manuductio ad compositionem musicae regularem, methodo novo ac certo nondum iam exacto ordinem in lucem edita: elaborata a Joanne Josepho Fux etc... Vienna, 1725
Quest'opera è divisa in due libri. Il primo, che comprende ventitre capitoli, è interamente relativo alle proporzioni degli intervalli dei suoni, secondo principi geometrici. Il secondo capitolo di questo libro è il solo che abbia attinenza con il titolo che Fux diede alla sua opera. In esso tratta degli intervalli considerati nei loro rapporti musicali e nel loro movimento reciproco. Il secondo libro, scritto in forma di dialoghi tra il maestro Aloisio (Pierluigi da Palestrina) e il suo allievo Giuseppe (lo stesso Fux), fornisce informazioni sui differenti generi di contrappunto semplice e doppio, sull'imitazione e la fuga a due, tre e quattro parti e sull'applicazione di queste nozioni ai differenti stili di composizione, con molti esempi.
Il libro di Fux è stato oggetto di esagerate lodi, così come di critiche ingiuste. Non si può negare che l'ordine stabilito per la progressione degli studi sia eccellente, razionale e fondato su un sistema molto buono d'analisi dell'arte di comporre; infatti lo si è apprezzato a tal punto che tutti i trattati di contrappunto e fuga pubblicati posteriormente ne hanno riproposto lo schema, benché i dettagli nel frattempo, fossero andati perfezionandosi.
Fux ha trovato gli elementi della sua classificazione nelle opere di Giovanni Maria Bononcini, di Scipione Cerreto, di Tevo, di Penna e anche nelle istituzioni armoniche di Zarlino, ma le relazioni tra le diverse nozioni non erano ancora state esposte e presentate come nel suo libro. Da questo punto di vista, il perfetto maestro di cappella di Mattheson e il tractatus musicus compositorio-praticus di Spiess, pubblicati anni dopo, non gli sono superiori.
La maggiore e motivata osservazione che si può fare a Fux è di aver mancato di critica e ragionamento nell'analisi delle regole fornite, di cui non si è mai curato di ricercare l'origine. La prima traduzione in lingua inglese del Gradus si deve al musicologo Alfred Mann.